# Scotogramma auripicta
Scotogramma auripicta là một loài bướm đêm trong họ Noctuidae.